# 167976 Ormsbymitchel
167976 Ormsbymitchel è un asteroide della fascia principale. Scoperto nel 2005, presenta un'orbita caratterizzata da un semiasse maggiore pari a 3,1089803 UA e da un'eccentricità di 0,1009639, inclinata di 5,90668° rispetto all'eclittica.